# Port de Canalbona
El Port de Canalbona és un port entre el municipi d'Alins (Pallars Sobirà) i el municipi i la vall de Sòs a la regió d'Occitània a França a 2.799,5 m d'altitud. És a la divisòria d'aigües entre la conca de la Garona i la conca de l'Ebre a cavall del Parc Natural Regional dels Pirineus Ariejans i del Parc Natural de l'Alt Pirineu. Hi neix el barranc de Canalbona.